# Сюзерен
Сюзере́н (фр. suzerain от старофр. suserain) — тип крупного феодального правителя, власть которого основана на вассальном подчинении ему более мелких феодалов, получавших от сюзерена право на часть земли (феод) в его владениях.
Преимущественно система сюзеренитета — вассалитета получила распространение на территории континентальной Европы, где действовал известный принцип «вассал моего вассала — не мой вассал», то есть феодал был обязан подчиняться только своему непосредственному сюзерену (от которого получал феод). В Англии со времён нормандского завоевания установилась система прямого вассалитета, согласно которой сюзереном всех английских феодалов, даже мелких, являлся сам король Англии. 
Статус сюзерена также использовался и в межгосударственных отношениях (вассальное государство):
- Австро-Венгрия была сюзереном княжества Лихтенштейн до конца Первой мировой войны.
- Османская империя была сюзереном ряда территорий.
- Российская империя была сюзереном Крымского ханства в 1774—1783 годах, Бакинского ханства в 1803—1806 годах, Имеретинского царства в 1804—1811 годах, Шекинского ханства в 1805—1819 годах, Ширванского ханства в 1805—1820 годах, Карабахского ханства в 1805—1822 годах, Кубинского ханства в 1806—1810 годах, Талышского ханства в 1809—1840 годах, Абхазского княжества в 1810—1864 годах, Бухарского эмирата в 1868—1917 годах, Хивинского ханства в 1873—1917 годах, Урянхайского края в 1914—1917 годах.
- Великобритания была сюзереном Трансвааля в 1881—1884 годах.
- Англо-русское соглашение (1907), подписанное без участия Тибета и империи Цин, ввело понятие сюзеренитета Китая над Тибетом, хотя Тибет не приносил вассальной присяги цинскому императору и отвергал сюзеренитет Китая. Власти Тибета отвергли эту конвенцию. Позиция современной КНР заключается в признании конвенции нелегитимной в связи с неучастием китайской стороны в её принятии[2], а также подменой суверенитета Китая над Тибетом на сюзеренитет.
- Китайская республика была сюзереном Внешней Монголии в 1913—1919 годах.
- Епископ Урхельский и Президент Франции совместно являются сюзеренами княжества Андорра.
- Чола была сюзереном королевств вдоль восточного побережья Индии вплоть до реки Ганг в XI веке[3].